# 薩克拉門托 (新墨西哥州)
薩克拉門托（英語：Sacramento）是位於美國新墨西哥州奧特羅縣的普查規定居民點。

## 人口
根據2020年美國人口普查的數據，薩克拉門托的面積為16.96平方千米，皆為陸地。當地共有人口53人，而人口密度為每平方千米3.13人。